# Ribes stenocarpum
Ribes stenocarpum là một loài thực vật có hoa trong họ Grossulariaceae. Loài này được Maxim. miêu tả khoa học đầu tiên năm 1881.